# Vitsentzos Kornaros
Vitsentzos sau Vikentios Kornaros (în greacă : Βιτσέντζος or Βικέντιος Κορνάρος) sau Vincenzo Cornaro (n. 26 martie 1553, Sitia⁠(d), Creta⁠(d), Grecia – d. 1613, Heraklion, Republica Veneția) a fost un poet grec, exponent al perioadei Renașterea cretană. S-a născut în orașul Sitia din Creta, astăzi Limani (Λiμανiτηζ Σητεiαζ), precum spune în epilogul poemei sale.
Creația sa poetică se caracterizează prin plasticitate, muzicalitatea versului și echilibru imagistic.
Una dintre cele mai valoroase scrieri ale sale este poemul epic Erotokritos. Erotocritul a fost tradus în românește de trei ori, prima dată înainte de 1780 de Hristodor Ioanu Trapezuntul, a doua oară de un anonim și a treia oară de Vasile Vîrnav ot [din] Botoșani. Erotocritul este un roman de dragoste. Cei doi îndrăgostiți sunt Aretuza, fiica regelui Iraclie al Atenei și Erotocrit, fiul sfetnicului regelui, Pezostrat. Vicisitudinile soarteri îi despart, cu noi și noi obstacole până când, în cele din urmă suferințele îndrăgostiților se curmă în mod firesc prin căsătoria lor.
I se atribuie și drama biblică Thysia tou Avraam („Sacrificiul lui Avram”).
Nicolae Cartojan arată că sursa principală a lui Erotokritos este romanul cavaleresc provensal din sec. XIV „Histoire du tresvaillant chevalier Paris et de la belle Vienne, fille du daulphin de Vienneys”, de Pierre de La Cépède.
Poema lui Cornaro a fost ușor schimbată și adăugată în manuscrise românești de la începutul secolului al XIX-lea, sub titlul de Filerot și Antuza. Aici, Erotocrit („cel chinuit de Eros”) se numește Filerot („cel ce iubește pe Eros”), iar Aretuza („cea cu virtute”), Antuza („cea ca o floare înflorită”). Acțiunea este mutată în timpul vechilor elini la curtea lui Periandros, tatăl Antuzei care are drept sfetnic pe bătrânul Agaton, tatăl lui Filerot. Peripețiile dragostei dintre cei doi eroi sunt identice cu cele din Erotocrit, intriga fiind pe alocuri complicată.
În Grecia, Erotocritul a fost dramatizat de Th. N. Synadinos, fiind reprezentat încă pe scenă la Atena în 1935

## Monument

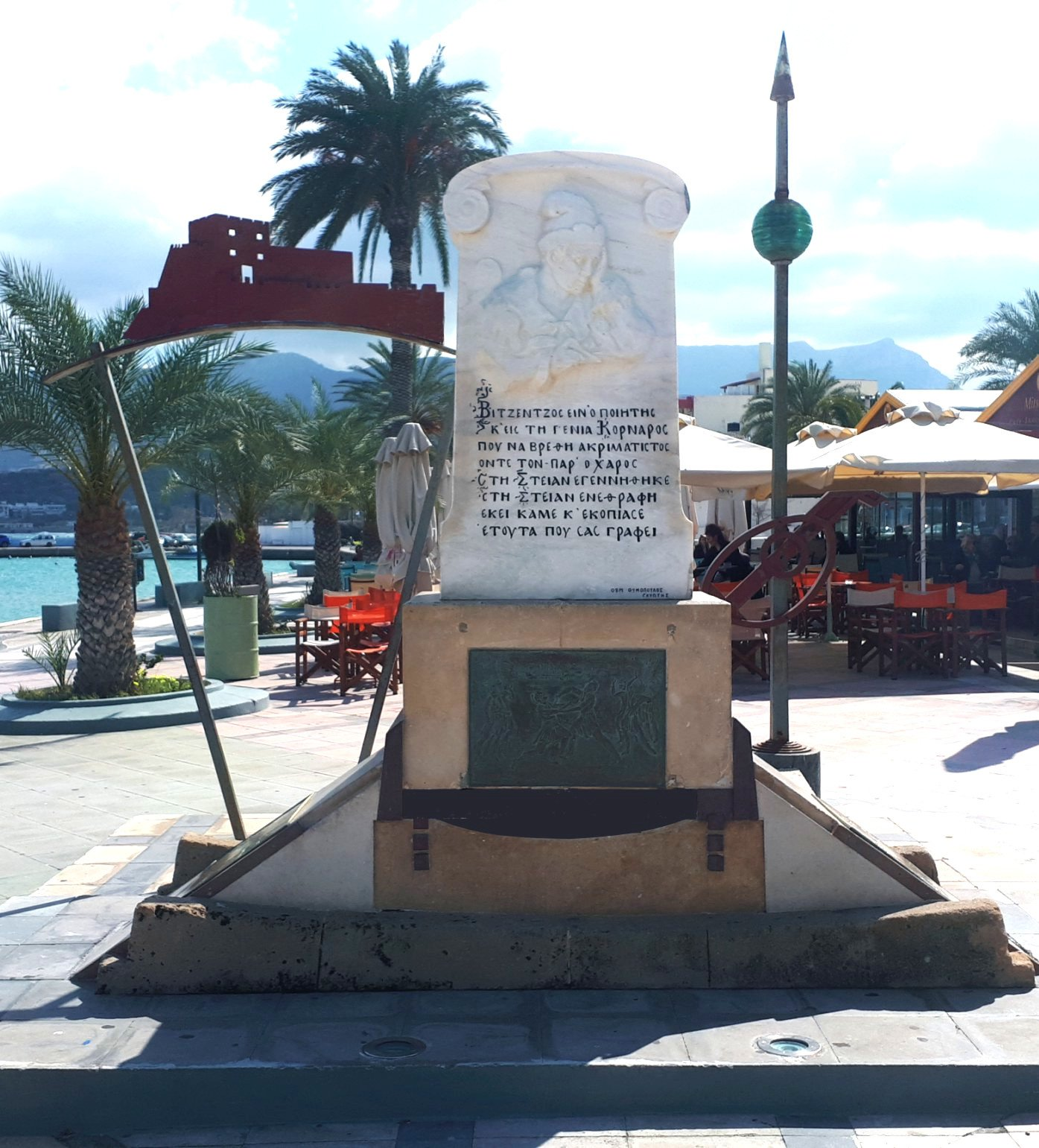
Monument dedicat poetului Sitia Vitsentzos Kornaros

Monument dedicat poetului Sitia Vitsentzos Kornaros, opera sculptorului Thomas Thomopoulos